# Friedhof Berkhof

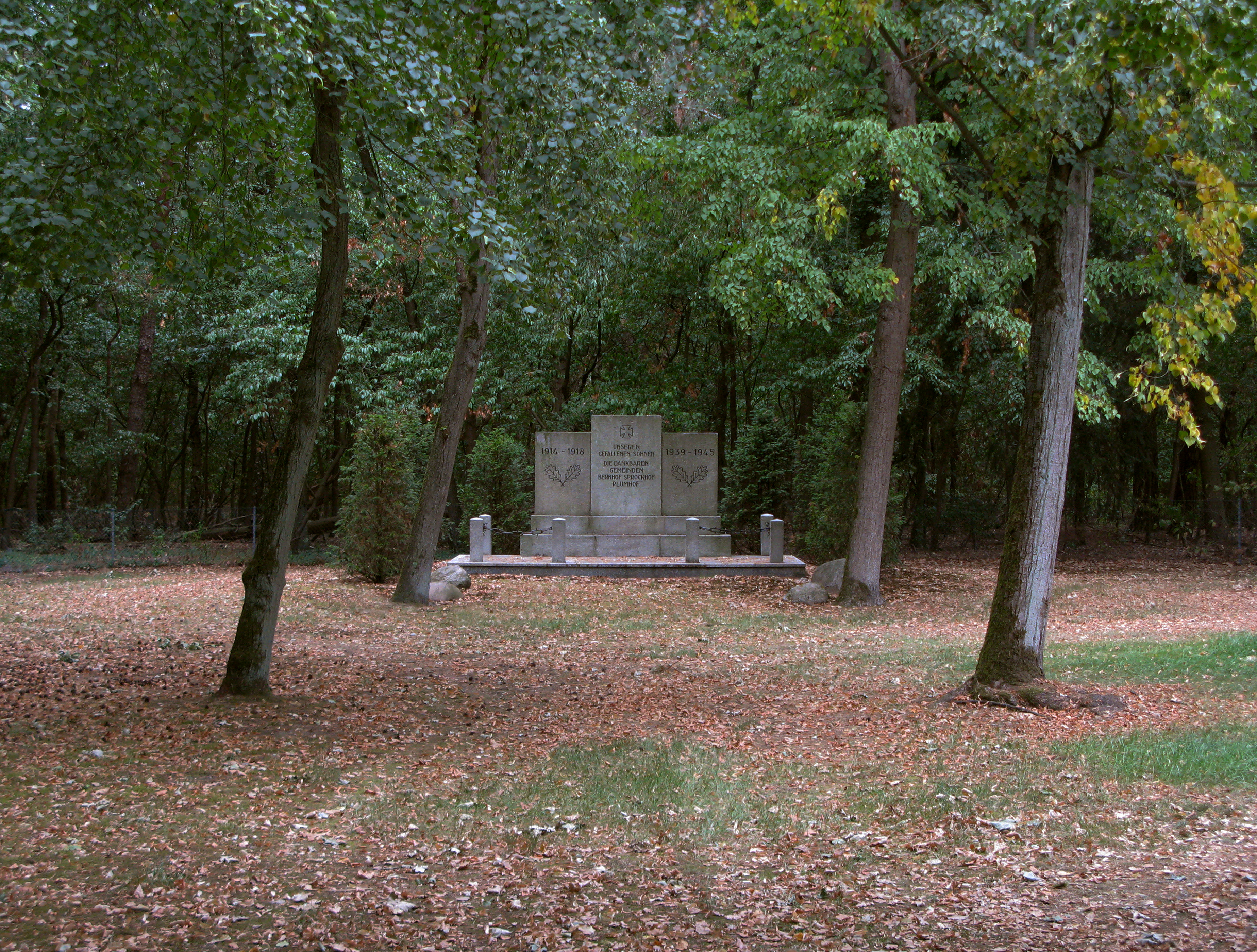
Das Gefallenendenkmal für die Toten der beiden Weltkriege auf dem Friedhof Berkhof

Der Friedhof Berkhof ist der Friedhof des Ortsteiles Berkhof der Gemeinde Wedemark in der Region Hannover. Standort der Begräbnisstätte ist die Straße Am Wittegraben.
Auf dem Friedhof findet sich – neben Grabmälern verschiedener Familien des Ortes – ein Ehrenmal für die Kriegstoten des Ersten und Zweiten Weltkrieges.